# 사회적 동물

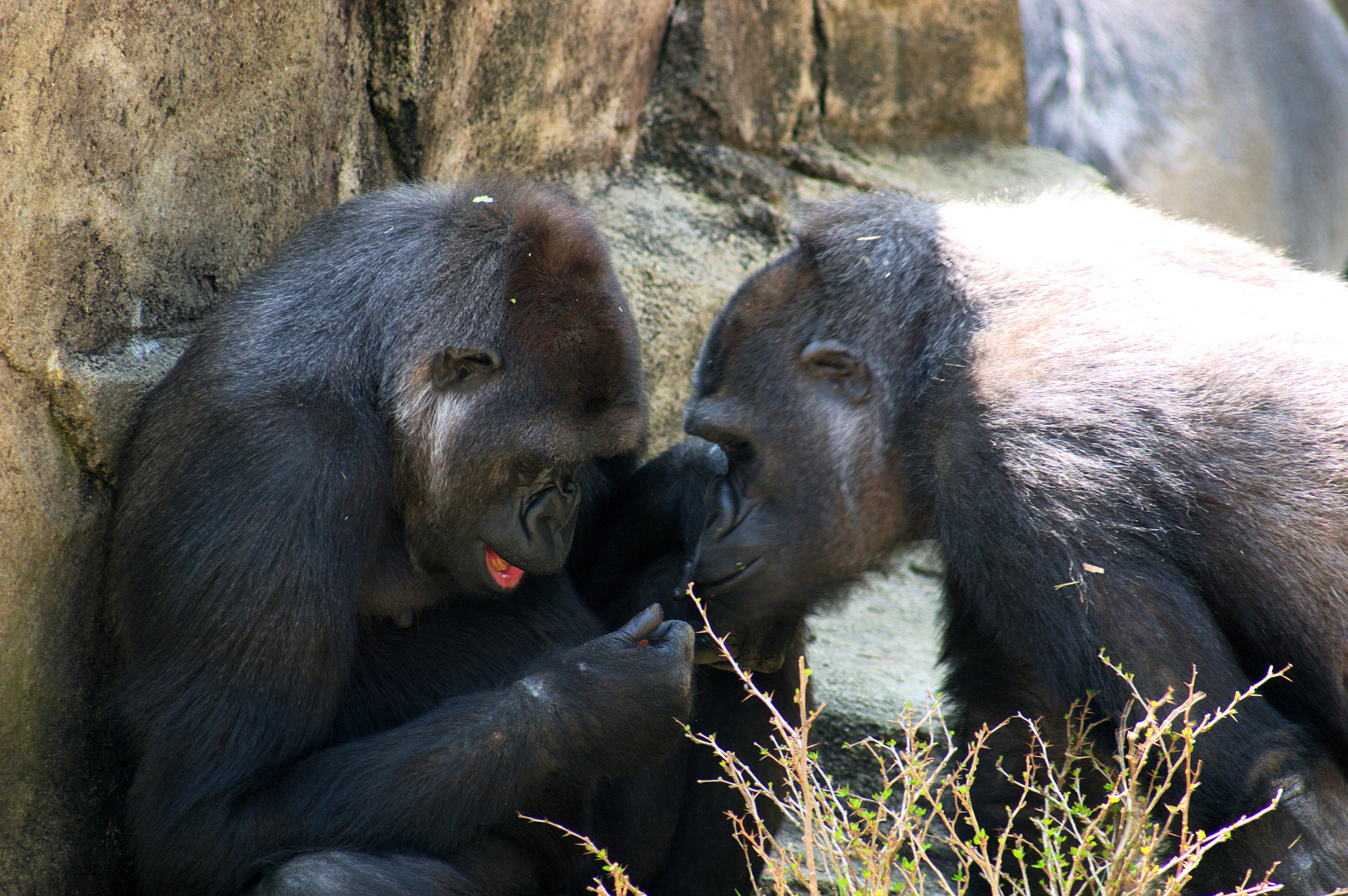
고릴라와 다른 고등 영장류들은 복잡한 사회 구조를 지닌 것이 특징이다.

사회적 동물(社會的動物)은 다른 종 구성원들과 수많은 상호작용을 수행하여 구별되는 사회를 만드는 생물을 가리키는 용어이다.
모든 포유류와 조류는 어미와 자식이 유대적 관계를 어느 정도 지니고 있다는 것에서 사회적이다.
사회적 행동을 하는 일부 무척추동물들은 다음과 같다:
- 개미
- 흰개미
- 벌
- 말벌
- 삽주벌레
- 딱총새웃과

## 같이 보기
- 사회생물학